# Rattle and Hum
Rattle and Hum je šesté studiové album irské rockové skupiny U2. Vydáno bylo 10. října 1988 ve vydavatelství Island Records. Deska obsahuje také několik písní nahraných živě v průběhu roku 1987 během koncertního turné The Joshua Tree Tour.

## Seznam skladeb
Hudbu složil(i) U2, vyjma uvedených, texty napsal(i) Bono.
| Pořadí         | Název                                                         | Autor                           | Interpret                      | Délka |
| -------------- | ------------------------------------------------------------- | ------------------------------- | ------------------------------ | ----- |
| 1.             | Helter Skelter (živě z Denveru)                               | Lennon–McCartney                |                                | 3:07  |
| 2.             | Van Diemen's Land                                             | The Edge                        |                                | 3:06  |
| 3.             | Desire                                                        |                                 |                                | 2:58  |
| 4.             | Hawkmoon 269                                                  |                                 |                                | 6:22  |
| 5.             | All Along the Watchtower (živě ze San Francisca)              | Dylan                           |                                | 4:24  |
| 6.             | I Still Haven't Found What I'm Looking For (živě z New Yorku) |                                 | U2 a The New Voices of Freedom | 5:53  |
| 7.             | Freedom for My People                                         | Magee, Robinson a Mabins        | Sterling Magee a Adam Gussow   | 0:38  |
| 8.             | Silver and Gold (živě z Denveru)                              |                                 |                                | 5:50  |
| 9.             | Pride (In the Name of Love) (živě z Denveru)                  |                                 |                                | 4:27  |
| 10.            | Angel of Harlem                                               |                                 |                                | 3:49  |
| 11.            | Love Rescue Me                                                | Bono a Dylan (text), U2 (hudba) | U2 a Bob Dylan                 | 6:24  |
| 12.            | When Love Comes to Town                                       |                                 | U2 a B. B. King                | 4:14  |
| 13.            | Heartland                                                     |                                 |                                | 5:02  |
| 14.            | God Part II                                                   |                                 |                                | 3:15  |
| 15.            | The Star Spangled Banner (živě z Woodstocku – srpen 1969)     | Smith                           | Jimi Hendrix                   | 0:43  |
| 16.            | Bullet the Blue Sky (živě z Tempe)                            |                                 |                                | 5:37  |
| 17.            | All I Want Is You                                             |                                 |                                | 6:30  |
| Celková délka: | Celková délka:                                                | Celková délka:                  | Celková délka:                 | 72:27 |

## Obsazení
U2
- Bono – zpěv, kytara, harmonika
- The Edge – kytara, klávesy, doprovodné vokály, zpěv v písni „Van Diemen's Land“
- Adam Clayton – baskytara
- Larry Mullen, Jr. – bicí, perkuse

Hosté
- Bob Dylan – Hammondovy varhany v písni „Hawkmoon 269“, doprovodné vokály v písni „Love Rescue Me“
- The New Voices of Freedom – gospelový sbor v písni „I Still Haven't Found What I'm Looking For“
- George Pendergrass, Dorothy Terrell – zpěv v písni „I Still Haven't Found What I'm Looking For“
- Joey Miskulin – varhany v písni „Angel of Harlem“
- The Memphis Horns – lesní rohy v písních „Angel of Harlem“ a „Love Rescue Me“
- B. B. King – zpěv a kytara v písni „When Love Comes to Town“
- Rebecca Evans Russell, Phyllis Duncan, Helen Duncan – doprovodné vokály v písni „When Love Comes to Town“
- Brian Eno – klávesy v písni „Heartland“
- Benmont Tench – Hammondovy varhany v písni „All I Want Is You“
- Van Dyke Parks – smyčcové aranžmá v písni „All I Want Is You“

Hudebníci ze záznamů
- Satan and Adam (Sterling Magee a Adam Gussow) – zpěv, kytara, perkuse a harmonika v písni „Freedom for My People“
- Jimi Hendrix – elektrická kytara v písni „The Star Spangled Banner“